# Georg Konrad Rothbart
Georg Konrad Rothbart, auch Georg Rothbart, (* 22. November 1817 in Roth; † 3. September 1896 in Coburg) war ein deutscher Architekt, Baubeamter in Diensten von Herzog Ernst II. von Sachsen-Coburg und Gotha und Leiter der herzoglichen Sammlungen in Coburg.

## Leben und Wirken
In früher Kindheit kam er mit seinen Eltern nach Nürnberg. Sein Vater besaß dort eine Drahtflechterei, starb aber früh, so dass seine Mutter und seine Schwester die Familie mit Näharbeiten ernähren mussten. Ein Vormund brachte ihn und seinen jüngeren Bruder Ferdinand Rothbart (1823–1899) in ein Waisenhaus, wo die beiden ihre Erziehung und Berufsausbildung bekamen. Ab 1838 studierte er Malerei an der Kunstakademie München.

### Arbeiten

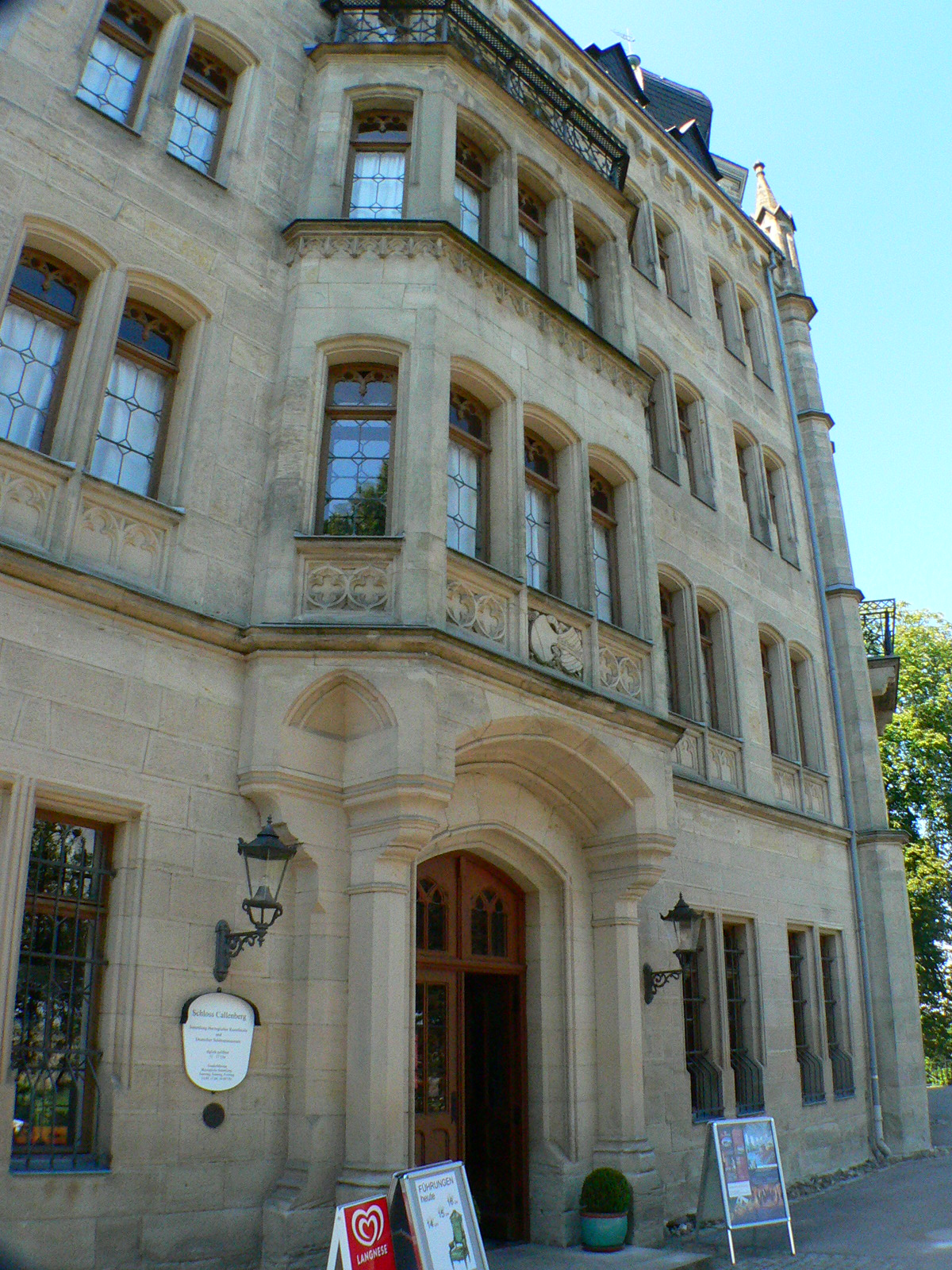
Schloss Callenberg, Unterschloss

Ab 1838 wurde unter der Leitung von Carl Alexander Heideloff die Veste Coburg im Stil der Romantik umgebaut und die jetzigen Kunstsammlungen dort untergebracht. Heideloff holte 1839 Georg Rothbart, um die umfangreichen Arbeiten durchzuführen, die 1859 ihren Abschluss fanden. Zwischen 1856 und 1859 wurde von ihm das Unterschloss auf Callenberg im Stil der Neugotik neu errichtet. Um sein Gehalt aufzubessern, nahm Rothbart verschiedene Nebentätigkeiten an.
Das Hoftheater stellte ihn am 1. April 1845 als Costumier und Dekorationsmaler ein. Zwischen 1848 und 1854 betätigte er sich auch als Zeichenlehrer an der neuen Bürgerschule, verbunden mit der Ernennung zum Hofmaler im Oktober 1849. 1852 wurde er dann zusätzlich erster Direktor der neugeschaffenen Bauhandwerkerschule, dieses Amt bekleidete Rothbart bis 1857.
Im Juli 1851 beauftragte Ernst II. ihn mit der Inspektion des Kupferstichkabinetts mit 330.000 Blättern und im November 1854 schließlich mit der Inspektion sämtlicher Sammlungen auf der Festung. Anschließend wurde er offiziell Leiter der herzoglichen Sammlungen auf der Veste Coburg.

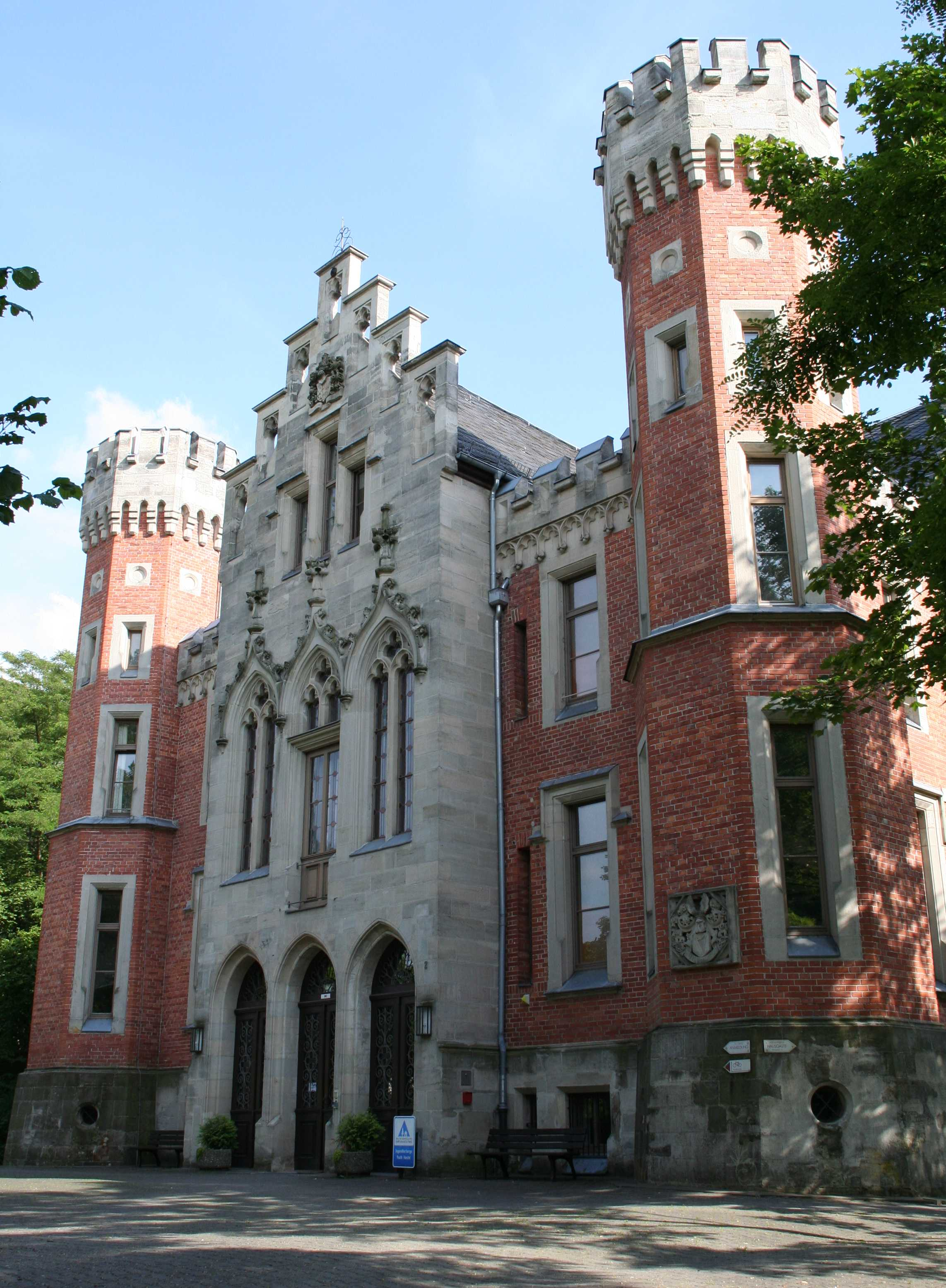
Schloss Ketschendorf

Ab 1860 übernahm Rothbart neben Bauvorhaben des Herzogs immer häufiger auch private Aufträge. So schloss er 1866 mit der Baronin von Ketschendorf einen Vertrag über den Abriss ihres bisherigen Hauses Parkstraße 2 und einen Neubau als Schloss Ketschendorf. Der Abbruch und Neubau erfolgte 1869, wobei das abgebrochene Haus später auf dem Grundstück Obere Klinge 3 unter Verwendung alter Mauerwerkteile neu errichtet wurde.

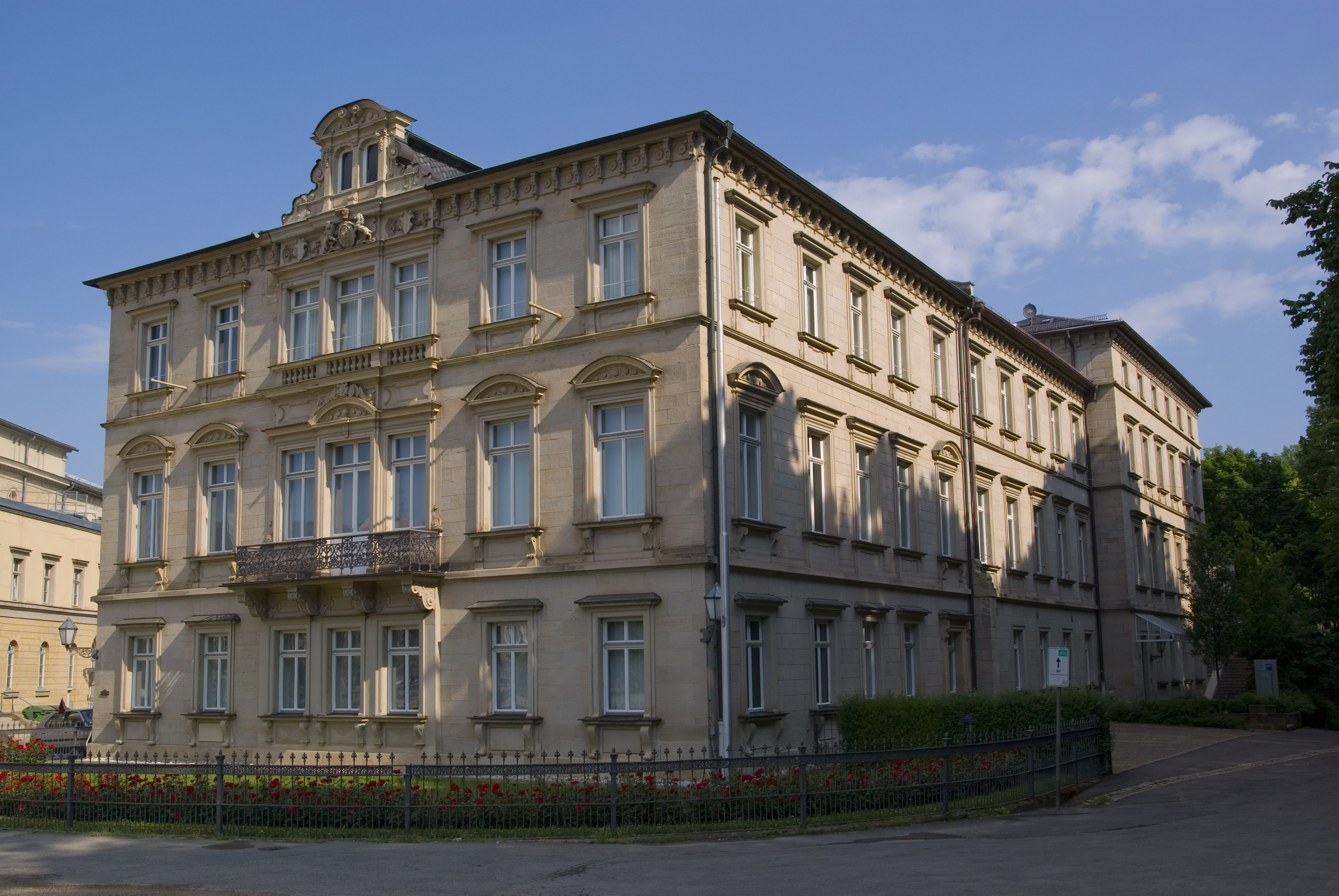
Palais Edinburgh

Zu Rothbarts bedeutendsten Werken, die im Auftrag des Herzogs entstanden, zählen 1866 der Umbau des Palais Edinburgh im Stil der Neurenaissance mit Aufstockung um ein drittes Geschoss und 1878 der Bau der Domäne Ernstfarm als Musterfarm nach Vorbild englischer Hofgüter der Agriculture-Bewegung.
Sein Sohn Hans Rothbart (1846–1904) war gleichfalls als Architekt in Coburg tätig.

### Auszeichnungen
Im Oktober 1853 verlieh Ernst II. Rothbart die goldene Verdienstmedaille für seine Tätigkeit beim Bau des neuen Wirtshauses auf der Veste. 1858 wurde Rothbart zum herzoglichen Baurat ernannt. 1877 erhielt er das Ritterkreuz II. Klasse des ernestinischen Hausordens. 1879 folgte die Ernennung zum herzoglichen Hofrat und 1881 zum Geheimen Hofrat. Das Komturkreuz II. Klasse des Hausordens wurde ihm schließlich 1893 verliehen.

## Bauwerke
Rothbarts Bauwerke prägen bis heute das Coburger Stadtbild und zählen zu den denkmalgeschützten Bauten der Stadt. In Coburg wurden folgende Bauten durch Georg Rothbart geplant und ausgeführt:
- ab 1839: Veste Coburg (Umbau im Stil der Romantik, Einrichtung der Kunstsammlung)
- 1851: Veste Coburg (Entfernung der fränkischen Fachwerkbauten, Umbau der Luther-Kapelle)
- 1852: Reithalle, Schloßplatz 3 (Neubau)
- 1853: Veste Coburg (Neubau der Burgschänke)
- 1856–1859: Schloss Callenberg (Umbau des Unterschlosses)
- 1857: Veste Coburg (Neubau des Torturms)
- 1859: Veste Coburg (Neubau der steinernen Brücke zum Haupttor)
- 1859: Glockenberg 3/4 (Neubau Doppelhaus)
- 1860: St. Augustin, Festungsstraße 1 (Fürstengruft)
- 1866: Herrenhaus Gut Neudörfles, Neustadter Straße 34/36 (Neubau)
- 1866: Palais Edinburgh, Schloßplatz 5 (Umbau, Erweiterung)
- 1867: Schloss Neuhof (Umbau)
- 1868: Schloss Ketschendorf, Parkstraße 2 (Neubau)
- 1869: Parkstraße 7 (Neubau)
- 1877: Allee 5 (Neubau)
- 1878: Ernstfarm, Kürengrund 80 (Neubau)
- 1884: Schloss Schladming